# Shibata Naganori
Shibata Naganori (新発田 長敦?; 1538 – 1580) è stato un samurai giapponese del periodo Sengoku che servì il clan Uesugi della provincia di Echigo.
Figlio di Shibata Tsunasada e fratello maggiore di Shibata Shigeie, Naganori servì Uesugi Kenshin sin dalle sue prime campagne. Durante l'Ōtate no ran Naganori supportò il figlio adottivo di Kenshin, Uesugi Kagekatsu. Morì di malattia nel 1580.